# 便補
便補（びんぽ/べんぽ）とは、古代から中世にかけて中央官司の経費（およびその官人への給与）に充てる納物や、封戸から上がる封物を地方の特定地域の官物や雑物で賄わせること。そのために指定された土地を便補保（びんぽのほ/びんぽのほう/べんぽのほ/べんぽのほう）・便補地（びんぽのち/べんぽのち）などと称した。

## 概要
令制では中央官司の経費の財源である納物は諸国の庸・調を財源とし、封戸からの収入である封物も所在国が徴収して封主に送られていた。ところが、庸調制・封戸制が衰退すると、これらの負担は諸国の正税によって補填されていたが、それは荘園の拡大による減収とともに地方財政の悪化につながった。更に事務の繁忙にも悩まされた諸国の国衙では、11世紀に入ると、特定地域の官物や雑物の徴収権を官司や封主に与えて、国衙を経由させずに現地で納入処理をさせることとしたこれが便補の始まりである。当初は便補の対象地は必ずしも固定されていなかったが、後に官司や封主が、自己が当該国に所有していた私領を便補の対象にするように求めて認められたり、国衙側も国衙領内の特定の保や田地などを便補の対象として指定したりするようになった。例えば、東大寺領として有名な伊賀国の黒田荘・玉滝荘の由来の1つとして元来東大寺が伊賀国に持っていた杣の周辺にあった出作田を実質的な機能を失った同国内の封戸の代わりに便補地として認めさせたものが含まれている。
更に院政期に入ると、当該地の開発・維持などを条件に便補の対象地であった国衙領の経営に官司や封主が関与することを認めるようになり、このような土地には一部、引き続き国衙領として所当・官物相当分が国衙に納付される場合もあったものの、多くは官司・封主の私領同然の扱いを受けるようになった。これが便補保・便補地などと呼ばれているものである。その後、太政官厨家や内蔵寮・大炊寮・主殿寮・造酒司になどの官司や前述の東大寺をはじめとして伊勢神宮・北野社・法勝寺などの寺社が地方の国衙より便補保・便補地の指定・分与を受けていった。
その後の政治的変動によって失われた便補保・便補地もあったが、多くの便補保・便補地は立券荘号を受けて荘園化したものや、一国平均役の免除や国使の不入の権を認めた官符・宣旨の獲得によって「准官省符之地」として保の形態のまま封主・寺社の私領として国家による認知を受けるものも現れて、次第に荘園制の中に取り込まれていった。